# くるねこ大和
くるねこ 大和（くるねこやまと、1973年2月14日 - ）は、日本の漫画家（及び、当人によるブログ名称）、グラフィックデザイナー。愛知県出身。

## 来歴
1993年、名古屋造形芸術大学短期大学部卒業後、デザイン会社に就職。2006年独立。同年、猫の里親探しも兼ねたブログ「くるねこ大和」をスタートする。著書に『くるねこ』、『やつがれとチビ』ほか「やつがれシリーズ」、『おばさんとトメ』、『殿様とトラ』など。
また、東邦ガスのWeb会員サイトでは『ともみさんとのりまき』を連載中。

## 主要単行本リスト
- くるねこ（全20巻、KADOKAWA、2008年 - 2017年）
  - はぴはぴくるねこ（既刊14巻、KADOKAWA、2018年 - ）
- やつがれシリーズ
  - やつがれとチビ（幻冬舎、2008年）
  - やつがれと甘夏（幻冬舎、2010年）
  - やつがれと枕荒らし（幻冬舎、2010年）
  - やつがれとあん胡郎（幻冬舎、2013年）
  - やつがれ番外編　八朔一家とてんしき（幻冬舎、2014年）
  - やつがれと橘の木（幻冬舎、2015年）
  - やっとこ甘夏 〜やつがれの五つ仔〜（幻冬舎、2018年）
- おばさんとトメ（幻冬舎、2009年）
- 殿様とトラ　幼少篇（幻冬舎、2012年）
- 殿様とトラ（幻冬舎、2013年）
- 猪吉とたま（幻冬舎、2016年）
- 早乙女くんとQちゃん（全4巻、幻冬舎、2017年 - 2020年）
- ともみさんとのりまき（既刊3巻、幻冬舎、2020年 - ）
- 木戸番の番太郎（既刊3巻、幻冬舎、2021年 - ）